# Myrtle (Minnesota)
Myrtle és una població dels Estats Units a l'estat de Minnesota. Segons el cens del 2000 tenia 63 habitants.

## Demografia
Segons el cens del 2000, Myrtle tenia 63 habitants, 30 habitatges, i 15 famílies. La densitat de població era de 243,2 habitants per km².
Dels 30 habitatges en un 20% hi vivien nens de menys de 18 anys, en un 40% hi vivien parelles casades, en un 3,3% dones solteres, i en un 50% no eren unitats familiars. En el 43,3% dels habitatges hi vivien persones soles el 16,7% de les quals corresponia a persones de 65 anys o més que vivien soles. El nombre mitjà de persones vivint en cada habitatge era de 2,1 i el nombre mitjà de persones que vivien en cada família era de 3,07.
Per edats la població es repartia de la següent manera: un 19% tenia menys de 18 anys, un 9,5% entre 18 i 24, un 25,4% entre 25 i 44, un 31,7% de 45 a 60 i un 14,3% 65 anys o més.
L'edat mediana era de 42 anys. Per cada 100 dones de 18 o més anys hi havia 121,7 homes.
La renda mediana per habitatge era de 23.125 $ i la renda mediana per família de 43.125 $. Els homes tenien una renda mediana de 20.833 $ mentre que les dones 18.750 $. La renda per capita de la població era de 13.164 $. Cap de les famílies estaven per davall del llindar de pobresa.

## Poblacions més properes
El següent diagrama mostra les poblacions més properes.